# Warren Street
Warren Street è una stazione della metropolitana di Londra, posta all'incrocio tra la linea Northern e la linea Victoria.

## Storia
La stazione aprì il 22 giugno 1907 sotto il nome di Euston Road. Il nome originale è ancora visibile sulla piastrellatura delle piattaforme della linea Northern. La stazione cambiò il suo nome in "Warren Street" un anno dopo la sua apertura. Inoltre la stazione venne completamente ristrutturata quando vennero inventati le scale mobili.
Le piattaforme per la linea Victoria aprirono il 1º dicembre 1968.

## Strutture e impianti
È compresa nella Travelcard Zone 1.

## Interscambi
Nelle vicinanze della stazione effettuano fermata numerose linee urbane automobilistiche, gestite da London Buses.
- Fermata autobus

## Galleria d'immagini

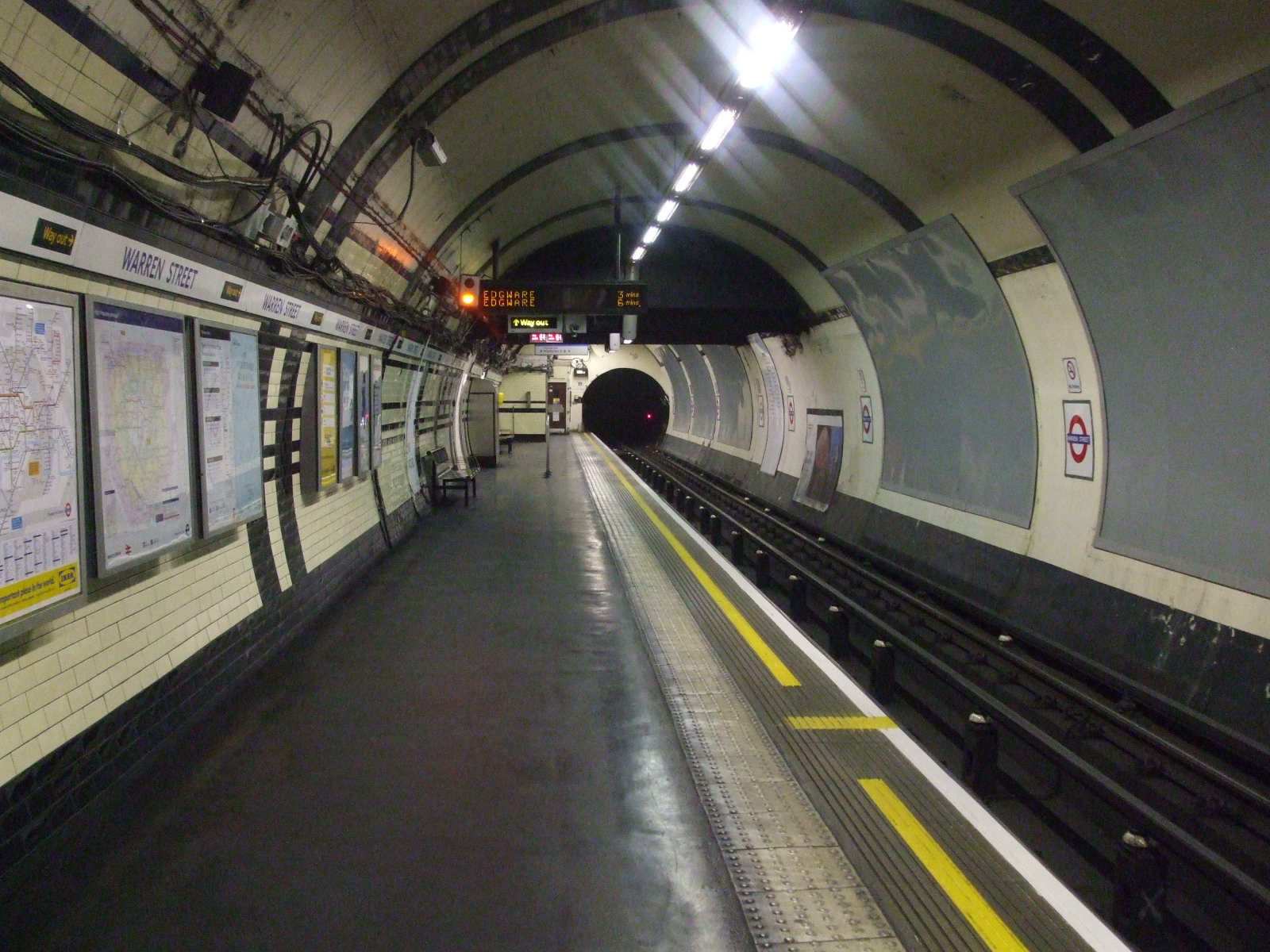
La piattaforma della Northern Line vista da nord.
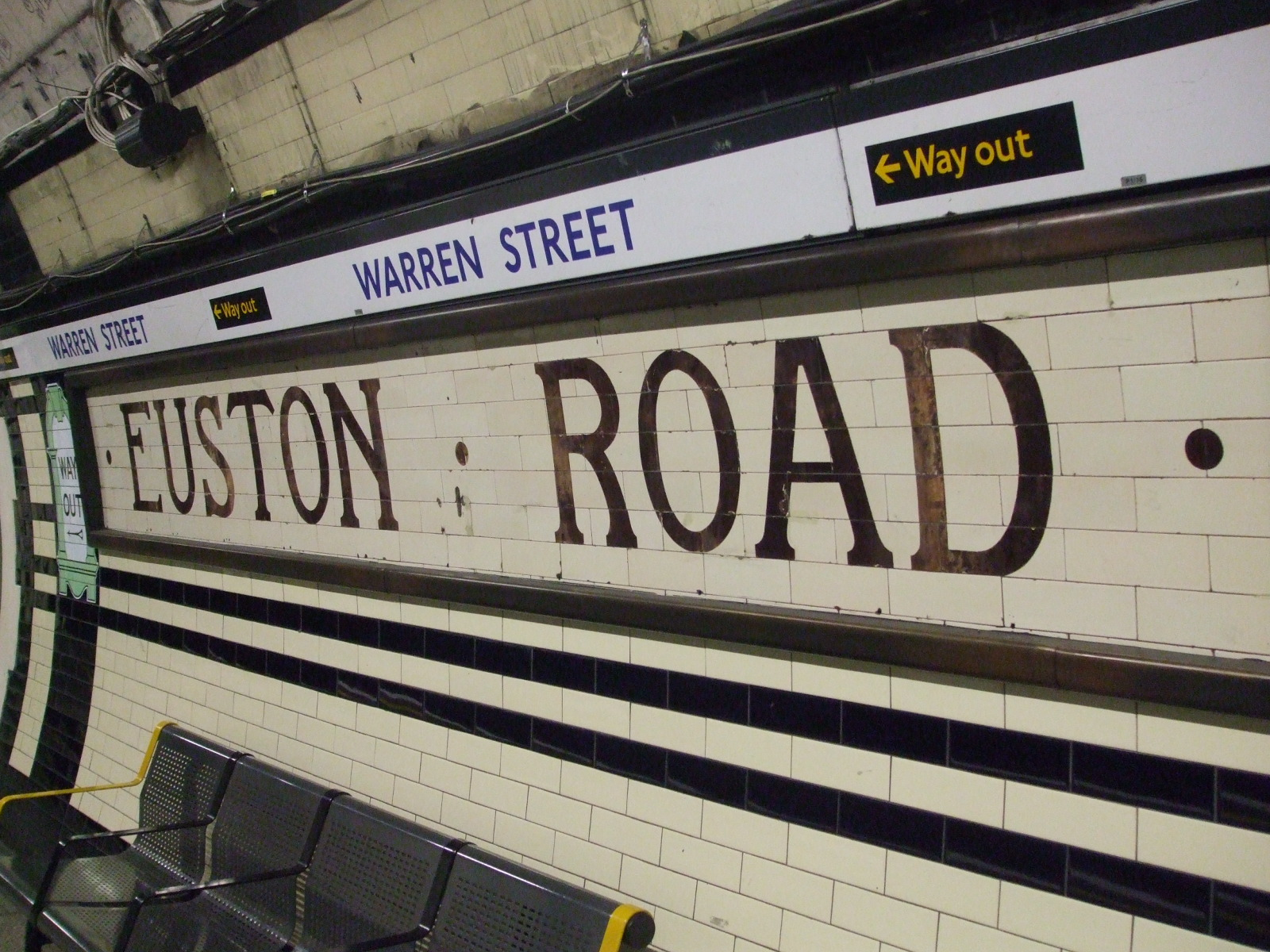
Un muro sulla piattaforma sud della Northern Line, che rivela il nome originale.
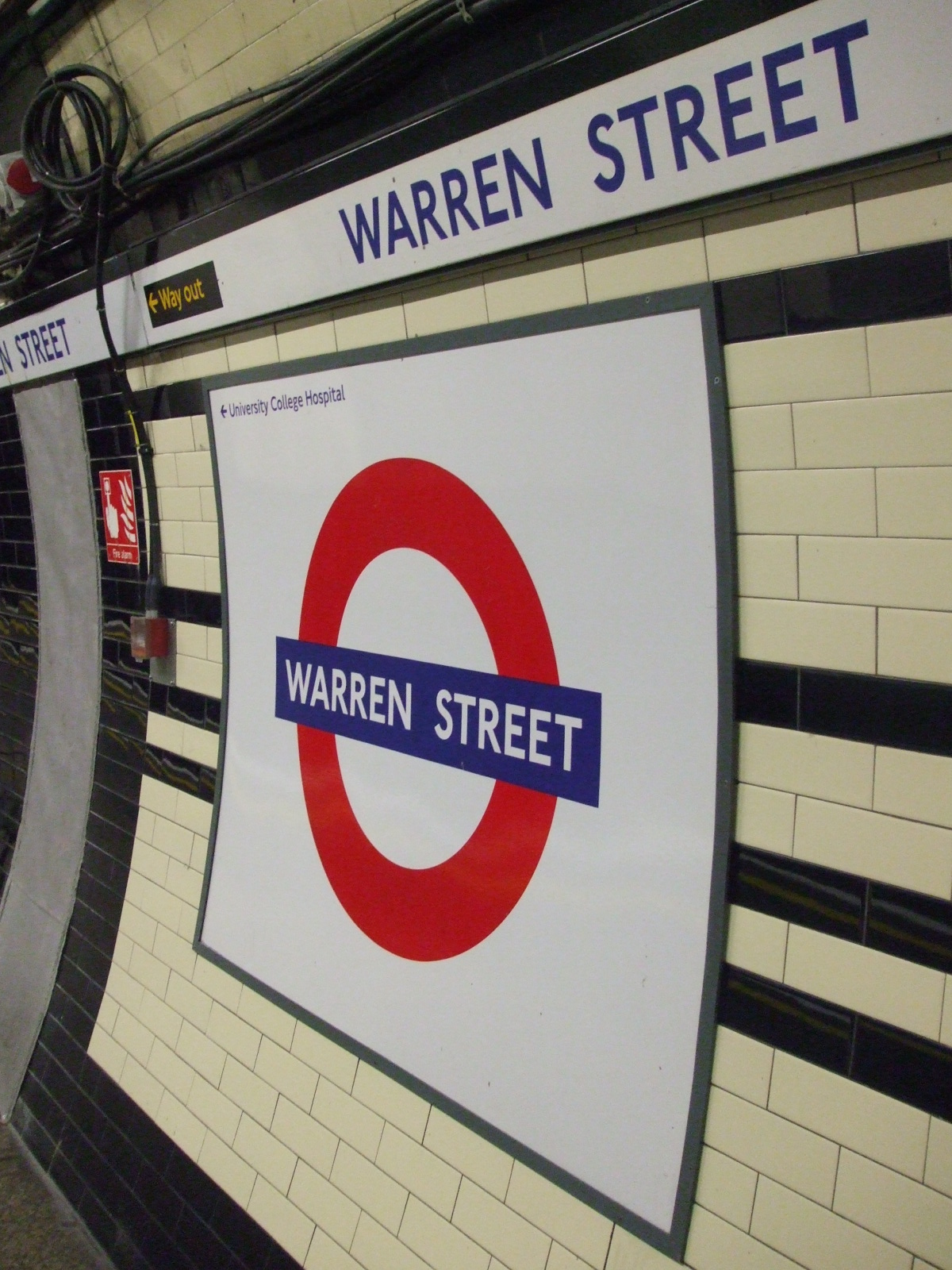
Un segnale della stazione.
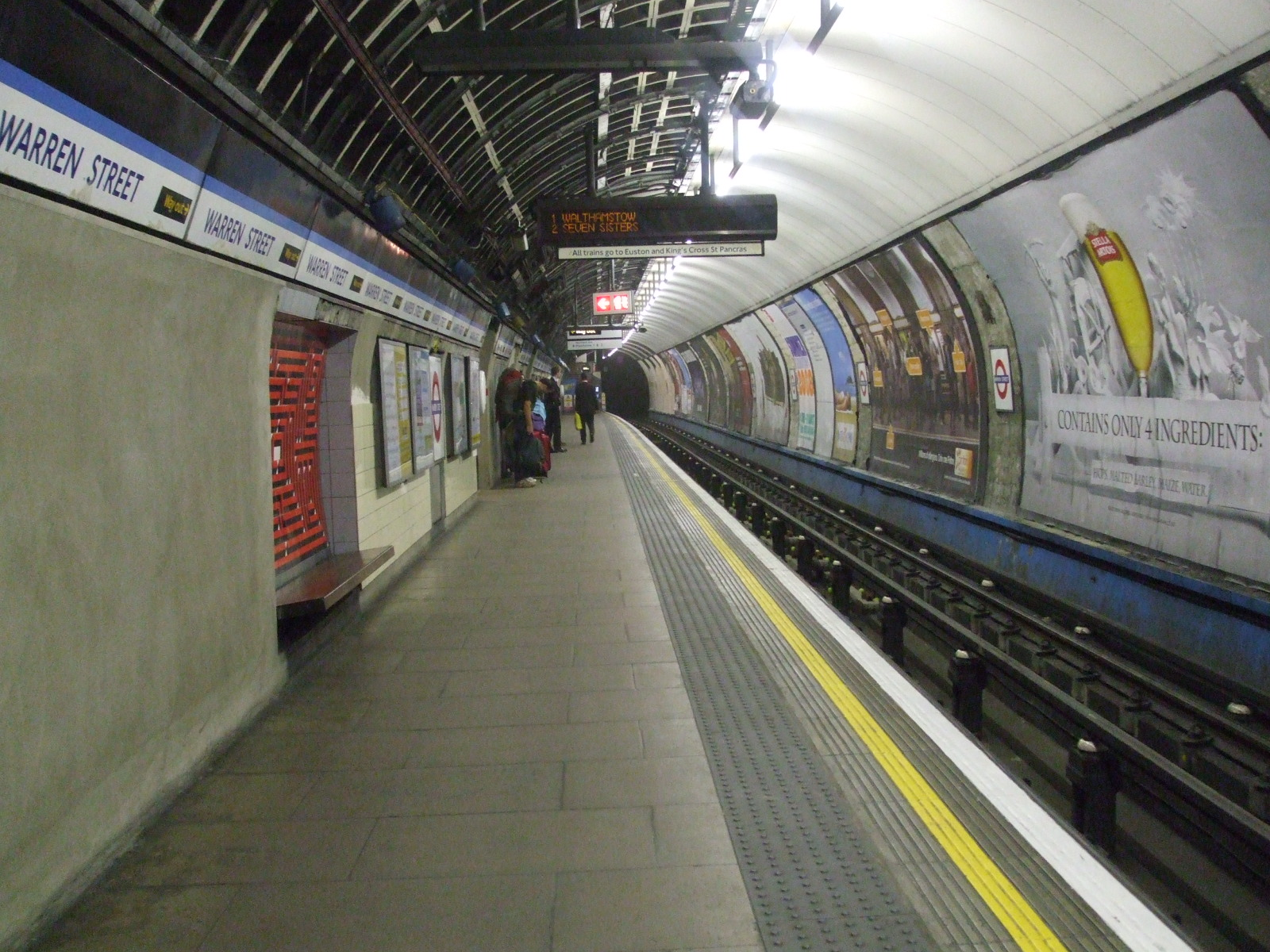
La piattaforma della Victoria Line vista da sud.
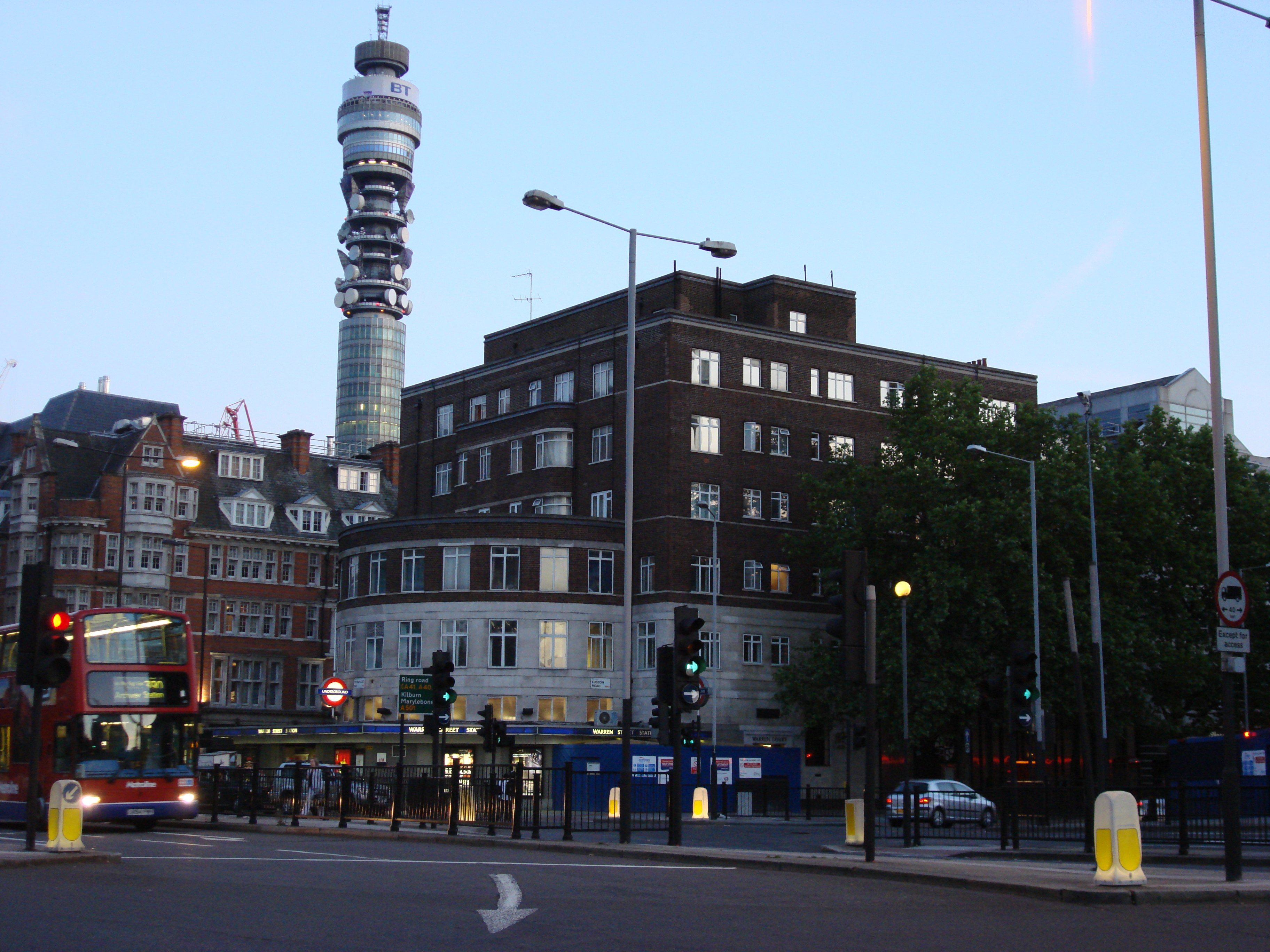
La stazione di Warren Street vista dall'esterno.